# Chlorophorus lepesmei
Chlorophorus lepesmei är en skalbaggsart som beskrevs av Maurice Pic 1950. Chlorophorus lepesmei ingår i släktet Chlorophorus och familjen långhorningar. Inga underarter finns listade i Catalogue of Life.